# قائمة عروض استراحة ما بين شوطي مباراة السوبر بول
عروض الاستراحة شائعة خلال العديد من مباريات كرة القدم الأمريكية. الترفيه خلال سوبر بول، المباراة النهائية السنوية للدوري الوطني لكرة القدم الأمريكية، هو من أكثر هذه العروض فخامة وعادة ما يشاهد على نطاق واسع جداً عبر التلفاز في الولايات المتحدة.

## الخلفية

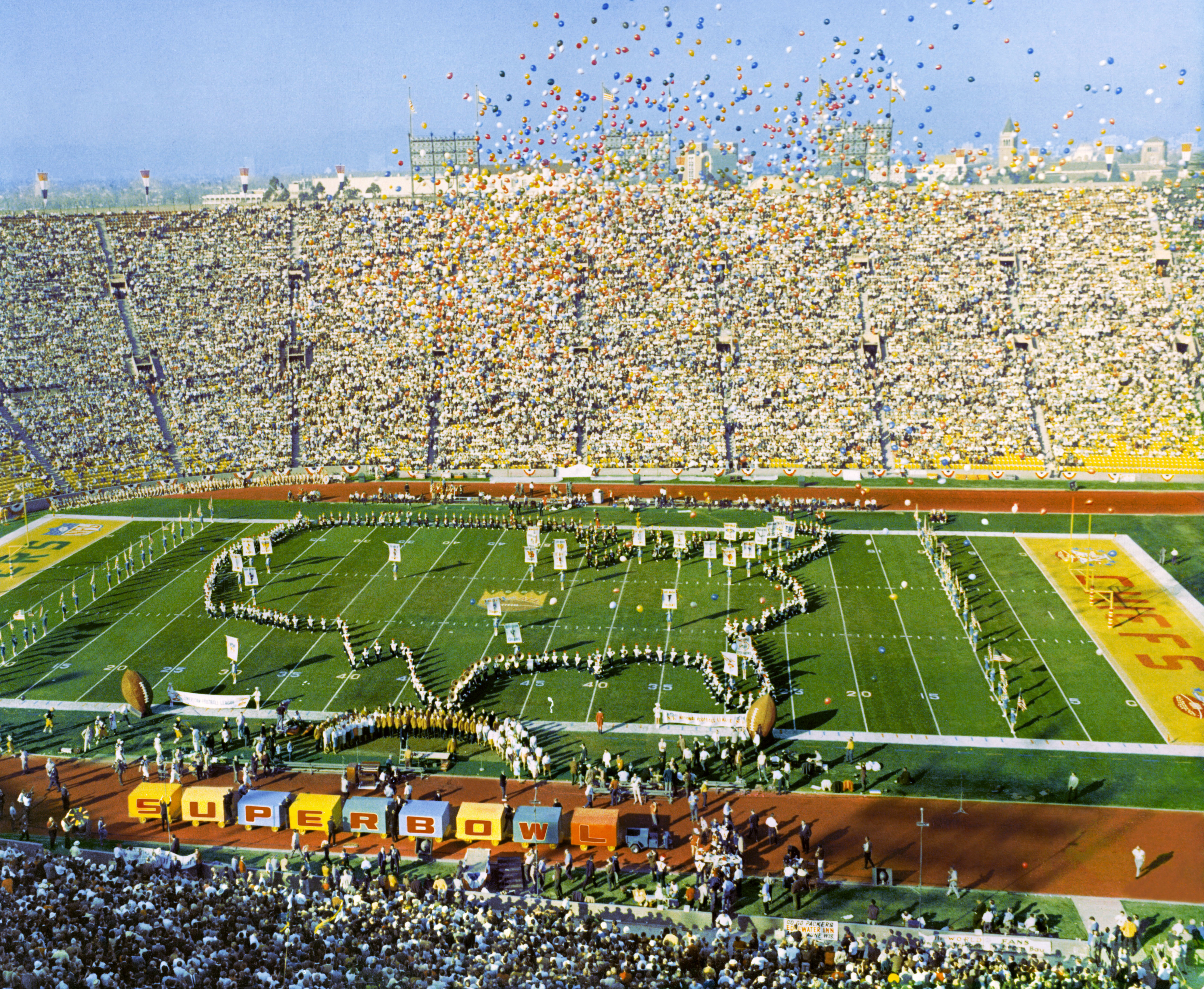
مشهد من عرض الاستراحة في سوبر بول

خلال معظم العقد الأول من السوبر بول (ابتداءً من 15 يناير 1967)، كان عرض الاستراحة يتضمن فرقة موسيقية جامعية الموكب. في العقد الثاني من العرض، أصبح العرض أكثر تنوعًا، غالبًا ما يشمل فرق تدريب وغيرها من الفرق الفنية؛ وكانت فرقة مع الناس تنتج وتشارك في أربع من هذه العروض. بدءًا من التسعينيات، لمواجهة جهود الشبكات الأخرى في سوبر بول، تصدر العرض فنانون موسيقيون مشهورون كل عام، منهم الأولاد الجدد على الحي، مايكل جاكسون، جلوريا إستيفان، كلينت بلاك، باتي لابيل، وطوني بينيت.
ابتداءً من السوبر بول رقم XXXII، قدم الرعاة التجاريون عرض الاستراحة؛ وخلال خمس سنوات، انتهى تقليد وجود موضوع—الذي بدأ مع السوبر بول الثالث—وحل محله إنتاجات موسيقية كبرى تقدمها فرق أرينا روك وغيرها من الفرق الشهيرة. في السنوات الست التالية مباشرة بعد حادثة كشف جاستن تمبرليك إحدى ثديي جانيت جاكسون خلال عرض استراحة السوبر بول، جميع عروض الاستراحة كانت أداءً لفنان أو فرقة واحدة، وكان الموسيقيون في تلك الحقبة في الغالب من فنانين الروك من ستينيات وسبعينيات وثمانينيات القرن العشرين. اعتُبرت هذه العروض "ملائمة للعائلة" وقد وُصف الوقت الذي وقعت فيه بأنها "عصر عروض الاستراحة المحافظة".
منذ حادثة سوبر بول، عاد عرض الاستراحة ليشمل موسيقيين معاصرين مشهورين، مع التنسيق المعتاد الذي يتضمن فنانًا رئيسيًا واحدًا يتعاون مع عدد قليل من الضيوف.
لا تدفع الرابطة الوطنية أجر ظهور للفنانين المشاركين في عرض الاستراحة، لكنها تغطي جميع النفقات للفنانين وفرقهم من أعضاء الفرقة، والإدارة، والفنيين، وأفراد الأمن، والعائلة، والأصدقاء. قدّم عرض السوبر بول مع مايكل جاكسون استثناءً، حيث اتفقت الـNFL وفريتو-لاي على تقديم تبرع وتوفير وقت إعلاني لمؤسسة جاكسون مؤسسة شفاء العالم. وفقًا لبيانات نيلسن ساوند سكان، يشهد الفنانون المشاركون في عروض الاستراحة زيادة ملحوظة في مبيعات الألبومات الأسبوعية والتنزيلات الرقمية المدفوعة بفضل هذه الشهرة. بالنسبة لـسوبر بول، أفادت صحيفة وول ستريت جورنال أن مسؤولي الدوري طلبوا من ممثلي الفرق المحتملة تقديم عروض مقابل أدفع لتلعب، سواء على شكل أجر مقدم أو نسبة من عائدات الحفلات التي تُقام بعد السوبر بول. رغم أن المتحدثة باسم الرابطة الوطنية نفت هذه التقارير، فقد وصفت الصحيفة رد الفعل بأنه كان "باردًا" من قبل المعنيين.

## التاريخ
فيما يلي قائمة بالفنانين والمنتجين والمواضيع والرعاة لكل عرض في مباريات السوبر بول. لا تتضمن هذه القائمة مؤدي النشيد الوطني، الأسماء المكتوبة بالخط العريض هي المؤدون الرئيسيون.

### الستينيات
| سوبر بول | التاريخ       | الموقع                                            | الموضوع     | المؤدي(ون) | المنتج    | قائمة الأغاني | المرجع                      |
| -------- | ------------- | ------------------------------------------------- | ----------- | --- | --------- | --- | --------------------------- |
| سوبر بول | 15 يناير 1967 | مدرج لوس أنجلوس التذكاري (لوس أنجلوس، كاليفورنيا) | —           | - جامعة أريزونا الفرقة الموسيقية العسكرية السيمفونية - جامعة غرامبلينغ الحكومية الفرقة الموسيقية العسكرية - آل هيرت - ثانوية أنهايم فريق "آنا-هاي-ستيبيرز" للرقص والفتيات حاملات الأعلام | تومي ووكر | (فرقة جامعة أريزونا الموسيقية العسكرية السيمفونية) - "صوت الموسيقى" - ميدلي: "بعيداً في نيو أورلينز/عندما يسير القديسون إلى الداخل" (مع آل هيرت) - "ليروي أندرسون" (مع آل هيرت) - "ادفنوني في البراري الوحيدة" - "افتتاحية ويليام تل" (مقتطف) - "مسيرة جرس الحرية" - "ن march معًا" - "هذه بلادي" (مع فرقة غرامبلينغ الموسيقية وجوقة جامعة جنوب كاليفورنيا) | [ 10 ] [ 11 ] [ 12 ] [ 13 ] |
| سوبر بول | 14 يناير 1968 | ملعب ميامي أورانج بول (ميامي، فلوريدا)            | —           | الفرقة العسكرية لجامعة غرامبلينغ الحكومية | —         | — |                             |
| سوبر بول | 12 يناير 1969 | ملعب ميامي أورانج بول (ميامي، فلوريدا)            | أمريكا تشكر | - فرقة جامعة فلوريدا الزراعية والميكانيكية ‏ - فرق موسيقية من مدارس ثانوية في منطقة ميامي                                                                                                 | —         | — | [ 10 ]                      |

### عقد 1970
| سوبر بول            | التاريخ       | الموقع                                            | الموضوع                                                             | المؤدون | المنتج          | الراعي                 | قائمة الأغاني | المرجع                      |
| ------------------- | ------------- | ------------------------------------------------- | ------------------------------------------------------------------- | --- | --------------- | ---------------------- | --- | --------------------------- |
| سوبر بول            | 11 يناير 1970 | ملعب تولين (نيو أورلينز، لويزيانا)                | تحية إلى ماردي جرا                                                  | - مارغريت بيتزا - دوك سيفرينسن - آل هيرت - ليونيل هامبتون - كارول تشانينغ - فرقة مسيرة جامعة الولاية الجنوبية                              | —               | —                      | * "هل تعرف ما يعني أن تفتقد نيو أورلينز؟" - "عندما يدخل القديسون في المسيرة" | [ 10 ]                      |
| سوبر بول            | 17 يناير 1971 | ملعب ميامي أورانج بول (ميامي، فلوريدا)            | —                                                                   | فرقة مسيرة جامعة ولاية جنوب شرق ميزوري أنيتا براينت أب ويذ بيبول                                                                           | —               | —                      | — | [ 10 ] [ 14 ] [ 15 ] [ 16 ] |
| سوبر بول            | 16 يناير 1972 | ملعب تولين (نيو أورلينز، لويزيانا)                | تحية إلى لويس أرمسترونغ                                             | - إيلا فيتزجيرالد - كارول تشانينغ - آل هيرت - جوقة طلاب أكاديمية سلاح الجو الأمريكي - فريق الاستعراض الصامت التابع لمشاة البحرية الأمريكية | جيم سكينر       | —                      | * "ماك السكين" (إيلا فيتزجيرالد وآل هيرت) | [ 10 ] [ 17 ]               |
| سوبر بول            | 14 يناير 1973 | مدرج لوس أنجلوس التذكاري (لوس أنجلوس، كاليفورنيا) | السعادة هي                                                          | - فرقة مسيرة جامعة ميشيغان - ودي هيرمان - آندي ويليامز                                                                                     | تومي ووكر       | —                      | (جزئي) - "ضع وجهًا سعيدًا" (فرقة مسيرة جامعة ميشيغان) - "كرة حطّاب الخشب" (فرقة جامعة ميشيغان مع ودي هيرمان) - "عذراء الماكارينا" (فرقة جامعة ميشيغان) - "هذه الأرض هي أرضك" (فرقة جامعة ميشيغان) - "مربى البرتقال والدبس والعسل" (آندي ويليامز) - "الناس (أغنية باربرا سترايساند)" (آندي ويليامز) | [ 10 ] [ 18 ] [ 19 ]        |
| سوبر بول            | 13 يناير 1974 | ملعب رايس (هيوستن، تكساس)                         | أمريكا الموسيقية                                                    | - فرقة لونغهورن التابعة لـجامعة تكساس في أوستن - جودي ماليت (ملكة جمال تكساس 1973) على الكمان                                              | جيم سكينر       | —                      | — | [ 10 ]                      |
| سوبر بول            | 12 يناير 1975 | ملعب تولين (نيو أورلينز، لويزيانا)                | تحية إلى ديوك إلينغتون                                              | مرسر إلينغتون وفرقة جامعة غرامبلينغ الحكومية للمسيرة                                                                                       | جيم سكينر       | —                      | — | [ 10 ] [ 12 ]               |
| سوبر بول (سوبر بول) | 18 يناير 1976 | ملعب ميامي أورانج بول (ميامي، فلوريدا)            | 200 عام وما زالت طفلة: تحية للذكرى المئوية الثانية للولايات المتحدة | أب ويذ بيبول | —               | —                      | * "فرقة حي الأوقات الطيبة" - "200 سنة وما زالت طفلة" - "سيندي" - ميدلي: "نندفع قدمًا"/"روك أراوند ذا كلُوك" - ميدلي: "خذني إلى الوطن، الطرق الريفية"/"مدينة نيو أورلينز"/"حرية فيلادلفيا"/"200 سنة وما زالت طفلة" (إعادة) - "أمريكا الجميلة"                                                      | [ 10 ] [ 20 ] [ 21 ]        |
| سوبر بول            | 9 يناير 1977  | ملعب روز بول (باسادينا)                           | إنها عالم صغير                                                      | فرقة "لوس أنجلوس يونايتد أول-سيتي" الموسيقية مع "الماوسكيتيرز الجدد" واستعراض بطاقات من الجمهور                                            | شركة والت ديزني | —                      | * "إنه عالم كبير وواسع ورائع" - "بالوما بلانكا" - "شعار نادي ميكي ماوس" - "إذا جمعت كل الحب في العالم" - "إنها عالم صغير" - "أخوّة الإنسان" | [ 10 ]                      |
| سوبر بول            | 15 يناير 1978 | ملعب مرسيدس بنز سوبردوم (نيو أورلينز، لويزيانا)   | من باريس إلى باريس أمريكا                                           | - فريق رقص "تايلر أباتشي بيلز" - فرقة أباتشي الموسيقية - بيت فاونتن - آل هيرت                                                              | —               | —                      | — | [ 10 ]                      |
| سوبر بول            | 21 يناير 1979 | ملعب ميامي أورانج بول (ميامي، فلوريدا)            | تحية للكاريبي                                                       | - كين هاميلتون - فرق موسيقية مختلفة من الكاريبي، بما في ذلك غراماكس من دومينيكا                                                            | بوب جاني        | كرنفال للرحلات البحرية | — | [ 10 ]                      |

### الثمانينيات
| سوبر بول            | التاريخ       | الموقع                                          | الموضوع                                                                 | المؤدي(ون) | المنتج                                   | الراعي        | قائمة الأغاني | المرجع               |
| ------------------- | ------------- | ----------------------------------------------- | ----------------------------------------------------------------------- | --- | ---------------------------------------- | ------------- | --- | -------------------- |
| سوبر بول (سوبر بول) | 20 يناير 1980 | ملعب روز بول (باسادينا)                         | تحية لعصر الفرقة الكبيرة                                                | - مع الناس - فرقة جامعة غرامبلينغ ستيت الموسيقية | —                                        | —             | * "نحن كثيرون، نحن واحد" - ميدلي للفرقة الكبيرة: "صندوق موسيقى ليلة السبت"/"لا تجلس تحت شجرة التفاح"/"بوغي منصة الرقص"/"بنسلفانيا 6-5000"/"رحلة عاطفية"/"هيا لنتفاءل"/"لا معنى له إن لم يكن فيه سوينغ" - "لنرقص الكونغا" - "بولكا برميل البيرة" - "جوني ب جود (أغنية)" - "سأراك مجددًا" - ميدلي: "تشاتانوغا شو شو"/"مليء بالقوة" - "مع الناس" | [ 10 ] [ 20 ] [ 22 ] |
| سوبر بول            | 25 يناير 1981 | ملعب مرسيدس بنز سوبردوم (نيو أورلينز، لويزيانا) | مهرجان ماردي جرا                                                        | - فرقة الجامعة الجنوبية الموسيقية - هيلين أوكونيل | جيم سكينر                                | —             | — | [ 10 ]               |
| سوبر بول (سوبر بول) | 24 يناير 1982 | ملعب سيلفردوم (بونتياك (ميشيغان))               | تحية لستينيات القرن العشرين وموتاون                                     | مع الناس | —                                        | —             | * ميدلي: "الرقصة الملتوية"/"كول جيرك"/"وحش مشوه"/"بيكيني أصفر منقط صغير جدًا"/"ويباوت"/"سورفين يو.إس.إيه." - ميدلي: "ليتل جي تي أو"/"الرقص في الشوارع"/"أب تايت (كل شيء على ما يرام)"/"توقف! باسم الحب"/"سمعتها من الشائعات (أغنية)"/"لا جبل عالٍ كفاية" - ميدلي: "سوق سكاربرة"/"مايكل، جدف بالقارب"/"إبراهام، مارتن وجون" - ميدلي: "لا يمكن أن تشتري لي الحب (أغنية)"/"كل ما تحتاجه هو الحب"/"هاي جود (أغنية البيتلز)"/"دع الشمس تدخل" - "مع الناس" | [ 10 ] [ 20 ] [ 23 ] |
| سوبر بول            | 30 يناير 1983 | ملعب روز بول (باسادينا)                         | كاليدوسكوب سوبر                                                         | فريق لوس أنجلوس للعرض الميداني السريع | بوب جاني                                 | —             | * "انظر إلى قوس قزح" - "الموسيقى تدور وتدور" - "غلوريا" - "طواحين ذهنك" - "فانتازيي-إمبروبتو" (مقطع) - "فوق قوس قزح" | [ 10 ] [ 24 ]        |
| سوبر بول            | 22 يناير 1984 | ملعب تامبا (تامبا (فلوريدا))                    | تحية لنجوم الشاشة الفضية                                                | جامعة فلوريدا وجامعة ولاية فلوريدا (فرق الموسيقى العسكرية) | شركة والت ديزني                          | —             | * مقدمة من فيليس جورج - "هوراي فور هوليوود" - "يجب أن تكون في الصور" - "الرقص مع حبيبتي" - "وضع اللمسات الراقية" - "الشارع الثاني والأربعون" - "عندما تتمنى نجمة" | [ 10 ]               |
| سوبر بول            | 20 يناير 1985 | ملعب ستانفورد (ستانفورد (كاليفورنيا))           | عالم أحلام الأطفال                                                      | توبس إن بلو | الترفيه الجوي الأمريكي                   | —             | — | [ 10 ]               |
| سوبر بول (سوبر بول) | 26 يناير 1986 | ملعب مرسيدس بنز سوبردوم (نيو أورلينز، لويزيانا) | إيقاع المستقبل                                                          | آب ويذ بيبول | —                                        | —             | * "إيقاع المستقبل" - "أتحدث بأقدامي" - ميدلي: "ولد في الولايات المتحدة"/"قوة الحب"/"اتصلت فقط لأقول إنني أحبك"/"الموسيقى التصويرية لفيلم فوتلوس" - ميدلي: "مكان للجميع"/"سنكون هناك" | [ 10 ] [ 20 ] [ 25 ] |
| سوبر بول            | 25 يناير 1987 | ملعب روز بول (باسادينا)                         | تحية للذكرى المئوية لهوليوود – عالم الخيال                              | - جورج بيرنز - ميكي روني - جامعة غرامبلينغ الحكومية وجامعة جنوب كاليفورنيا (فرق موسيقية) - شخصيات ديزني - فرق المدارس الثانوية الراقصة من جنوب كاليفورنيا        | شركة والت ديزني                          | —             | * "اضرب الطبول" - "فرسان الأشباح في السماء" - ألحان من بونانزا وغزاة السفينة المفقودة وفوتلوس - أغنية هويداون - "من الخد إلى الخد" - "يا لها من إحساس" (الموسيقى من فلاش دانس) - "هذا هو الترفيه" - "فوق قوس قزح" - "عندما تتمنى نجمة" | [ 10 ]               |
| سوبر بول            | 31 يناير 1988 | ملعب كوالكوم (سان دييغو، كاليفورنيا)            | شيء عظيم                                                                | - تشابي تشيكر - ذا روكيتس - 88 عازف بيانو (متنوعون) - الفرق الموسيقية المجمعة لجامعات جامعة ولاية سان دييغو وجامعة كاليفورنيا في نورث ردج وجامعة جنوب كاليفورنيا | قاعة راديو سيتي للموسيقى                 | —             | * أداء بـ88 بيانو كبير - "فرقة السوبر بول سوبر-باند سوينغ" - "لا تعني شيئًا إن لم يكن بها سوينغ" (مع ذا روكيتس) - "لدي إيقاع" (مع ذا روكيتس) - ميدلي: "لنقم بالتويست مجددًا"/"تويست السوبر بول (تويست بالنعناع)" (مع تشابي تشيكر) | [ 10 ] [ 11 ] [ 26 ] |
| سوبر بول (سوبر بول) | 22 يناير 1989 | ملعب هارد روك (ميامي غاردنز)                    | روك أند رول خمسينيات القرن العشرين (بوب بامبوزلد في فيلم ثلاثي الأبعاد) | - إلفيس بريستو - راقصون ومؤدون من منطقة جنوب فلوريدا | - شركة ماجيك كوم للترفيه - دان ويتكوفسكي | كوكاكولا دايت | * مقدمة من بوب كوستاس وإعلان فيلم ثلاثي الأبعاد لـكوكاكولا دايت - "اهتز هذا البلد" - خدعة أوراق مع جمهور - "توتي فروتي" - "هل تحبني؟" - "شيطان بفستان أزرق" - "كرات النار العظيمة" - "ضوء مشحم" - "الحب الحقيقي" | [ 10 ] [ 27 ]        |

### التسعينات
| سوبر بول            | التاريخ       | الموقع                                             | الموضوع                                                 | المؤدّون | المنتج                                                                     | الراعي                                          | قائمة الأغاني | المرجع                      |
| ------------------- | ------------- | -------------------------------------------------- | ------------------------------------------------------- | --- | -------------------------------------------------------------------------- | ----------------------------------------------- | --- | --------------------------- |
| سوبر بول            | 28 يناير 1990 | ملعب مرسيدس بنز سوبردوم (نيو أورلينز، لويزيانا)    | تحية إلى نيو أورلينز والذكرى الأربعين لـبينوتس          | - بيت فاونتن - دوغ كيرشاو - إيرما توماس - الفرقة الموسيقية لجامعة ولاية نيكولز - الفرقة الموسيقية لالجامعة الجنوبية - الفرقة الموسيقية لجامعة لويزيانا في لافاييت | منتجات سيلكت                                                               | —                                               | * "(على نهر كسلان)" - "انتظار روبرت إي. لي" - "ها هي تظهر القارب المسرحي" - "عندما يمر القديسون في الموكب" (بيت فاونتن على اليراعة (موسيقى)) - "عيد ميلاد سعيد" |                             |
| سوبر بول            | 27 يناير 1991 | ملعب تامبا (تامبا (فلوريدا))                       | تحية من "عالم صغير" بمناسبة مرور 25 عامًا على السوبر بول | - الأولاد الجدد على الحي - شخصيات ديزني - وارن مون - 2000 طفل من المنطقة - الجمهور (عرض بطاقات)                                                                   | شركة والت ديزني                                                            | - عالم والت ديزني - كوكا كولا                   | * "إنه عالم صغير في النهاية"/ "نحن العالم"/ "أود أن أعلم العالم أن يغني" (الأطفال) - "خطوة بخطوة" (الأولاد الجدد على الحي) - "هذه من أجل الأطفال" (الأولاد الجدد على الحي والأطفال) - "إنه عالم صغير في النهاية" (الأطفال) | [ 10 ]                      |
| سوبر بول            | 26 يناير 1992 | ملعب هيربيرت همفري ميترودوم (مينيابوليس، مينيسوتا) | سحر الشتاء، تحية إلى الألعاب الأولمبية الشتوية 1992     | - جلوريا إستيفان - متزلجو الألعاب الأولمبية الشتوية براين بويتانو ودوروثي هاميل - أعضاء من معجزة على الجليد - الفرقة الموسيقية لجامعة مينيسوتا                    | Timberline Productions                                                     | —                                               | * "سحر الشتاء" - "نتمشى في عجائب الشتاء" - "كسارة البندق" - "فروستي" (فرقة جامعة مينيسوتا) - "لحظة واحدة في الزمن" (بمشاركة بويتانو وهاميل) - "لا توقفني الآن" (بمشاركة أعضاء من فريق الهوكي الأمريكي الأولمبي لعام 1980) - "أعيش لأحبك" (جلوريا إستيفان) - "قف على قدميك" (جلوريا إستيفان)                                                                   | [ 10 ]                      |
| سوبر بول (سوبر بول) | 31 يناير 1993 | ملعب روز بول (باسادينا)                            | —                                                       | مايكل جاكسون | - قاعة راديو سيتي للموسيقى - سكوت ساندرز (منتج أفلام) - دون ميشر برودكشنز ‏ | —                                               | * "جام" (مايكل جاكسون) - "بيلي جين" (مايكل جاكسون) - "أسود أو أبيض" (مايكل جاكسون) - "نحن العالم" (جوقة أطفال) - "اشفِ العالم" (مايكل جاكسون) | [ 10 ] [ 11 ]               |
| سوبر بول            | 30 يناير 1994 | ملعب جورجيا دوم (أتلانتا، جورجيا)                  | أحد موسيقى الريف الصاخبة                                | - كلينت بلاك - تانيا تاكر - ترافيس تريت - ذا جادز | Select Productions                                                         | —                                               | * "منهك تمامًا" (كلينت بلاك) - "فات الأوان قليلاً" (تانيا تاكر) - "تي-آر-أو-يو-بي-إل-إي" (ترافيس تريت) - "لا أحد غيرك على وجه الأرض" (وينونا جاد) - "الحب يمكنه بناء جسر" (ذا جادز، بمشاركة بقية المؤدين وضيوف خاصين في المقطع الأخير) | [ 10 ]                      |
| سوبر بول            | 29 يناير 1995 | ملعب هارد روك (ميامي غاردنز)                       | إنديانا جونز ومعبد العين المحرمة                        | - باتي لابيل - إنديانا جونز وماريون رافينوود - تدي بندرجراس - طوني بينيت - أرتور ساندوفال - ميامي ساوند ماشين                                                     | شركة والت ديزني                                                            | —                                               | * "حرر نفسك" (باتي لابيل) - "قافلة" (طوني بينيت، أرتور ساندوفال وميامي ساوند ماشين) - "موقف جديد" (باتي لابيل) - "هل تشعر بحب الليلة؟" (باتي لابيل وطوني بينيت) | [ 10 ]                      |
| سوبر بول (سوبر بول) | 28 يناير 1996 | ملعب سان ديفيل (تمبي)                              | خذني للأعلى: احتفال بمرور 30 عامًا على السوبر بول        | ديانا روس | قاعة راديو سيتي للموسيقى                                                   | أوسكار ماير                                     | ميدلي من الأغاني التالية: - "توقف باسم الحب" - "تجعلني معلقة" - "حب الطفلة" - "لا يمكنك التسرع في الحب" - "لماذا يقع الحمقى في الحب" - "تفاعل متسلسل" - "مدّي يدك ولمسي" - "لا جبل عالٍ بما فيه الكفاية" - "سوف أحيا (أغنية جلوريا جاينور)" - "خذني للأعلى" | [ 10 ] [ 11 ]               |
| سوبر بول (سوبر بول) | 26 يناير 1997 | ملعب مرسيدس بنز سوبردوم (نيو أورلينز، لويزيانا)    | حفلة إخوة البلوز                                        | - إخوة البلوز (دان أيكرويد، جون غودمان وجيمس بيلوشي) - زي زي توب - جيمس براون - كاثرين كراير ("مقدمة الأخبار")                                                    | - سيلكت بروداكشنز - قاعة راديو سيتي للموسيقى - هاوس أوف بلوز               | أوسكار ماير                                     | * "الجميع يحتاج إلى شخص ليُحبّه" (إخوة البلوز) - "رجل الروح" (إخوة البلوز) - "أشعر بحالة جيدة (أغنية)" (جيمس براون) - "انهض (أشعر وكأنني آلة جنسية)" (جيمس براون) - "توش (أغنية زي زي توب)" (زي زي توب) - "سيقان (أغنية)" (زي زي توب) - "أعطني بعض الحب" (جميع الفنانين مجتمعين)                                                                                | [ 10 ]                      |
| سوبر بول            | 25 يناير 1998 | ملعب كوالكوم (سان دييغو، كاليفورنيا)               | تحية للذكرى الأربعين لـموتاون                           | - بويز تو مين - سموكي روبنسون - مارثا ريفز - ذا تمبتيشنز - كوين لطيفة - فرقة جامعة غرامبلينغ الحكومية العسكرية                                                    | قاعة راديو سيتي للموسيقى                                                   | - رويال كاريبيان العالمية - سيليبريتي كروز لاين | 1= - "استعد (أغنية)" (ذا تمبتيشنز) - "لا أستطيع التحكم بنفسي (شوغر باي هوني بانش)" (ذا تمبتيشنز) - "آثار دموعي" (سموكي روبنسون) - "فتاتي" (ذا تمبتيشنز مع سموكي روبنسون) - "موجة حرارة" (مارثا ريفز والڤانديلز) - "ورقة" (كوين لطيفة) - "موتاونفيللي" (بويز تو مين) - "أغنية من أجل أمي" (بويز تو مين) - "الرقص في الشارع" (جميع الفنانين مع فرقة غرامبلينغ)} | [ 10 ] [ 11 ] [ 12 ] [ 28 ] |
| سوبر بول            | 31 يناير 1999 | ملعب هارد روك (حدائق ميامي)                        | احتفال بـموسيقى السول، سالسا ورقصة السوينغ              | - غلوريا إستيفان - ستيفي وندر - بيغ باد فودو دادي - سافيون غلوفر                                                                                                  | قاعة راديو سيتي للموسيقى                                                   | بروغريسيف للتأمين                               | * "قو دادي أو" (بيغ باد فودو دادي) - "السير ديوك" (ستيفي وندر) - "أنت نور حياتي" (ستيفي وندر) - "أتمنى" (ستيفي وندر) - "أوي!" (غلوريا إستيفان) - "حوّل الإيقاع" (غلوريا إستيفان) - "ستكون لي / نجم آخر / حبيبتي شيري آمور" (غلوريا إستيفان وستيفي وندر) | [ 10 ]                      |

### عقد 2000
| سوبر بول                | التاريخ       | الموقع                                          | الموضوع                                          | المؤدي/المؤدون | الضيف/الضيوف الخاصون                              | المنتج                                    | الراعي                   | قائمة الأغاني | المرجع                      |
| ----------------------- | ------------- | ----------------------------------------------- | ------------------------------------------------ | --- | ------------------------------------------------- | ----------------------------------------- | ------------------------ | --- | --------------------------- |
| سوبر بول (سوبر بول)     | 30 يناير 2000 | ملعب جورجيا دوم (أتلانتا، جورجيا)               | نسيج الأمم                                       | - فيل كولنز - كريستينا أغيليرا - إنريكيه إغليسياس - توني براكستون - جوقة مكوّنة من 80 شخصًا (جامعة ولاية جورجيا) - إدوارد جيمس أولموس (الراوي) | —                                                 | شركة والت ديزني                           | إي-تريد                  | * "انعكاسات الأرض" موسيقى آلية (عالم والت ديزني) - "احتفل بالمستقبل يدًا بيد" (كريستينا أغيليرا وإنريكيه إغليسياس) - "نسيج الأمم" موسيقى آلية (موسيقى احتفال الألفية في عالم والت ديزني) - "عالمان" (فيل كولنز) - "نستمر" (توني براكستون) | [ 10 ] [ 29 ]               |
| سوبر بول (سوبر بول)     | 28 يناير 2001 | ملعب ريموند جيمس (تامبا (فلوريدا))              | ملوك الروك والبوب                                | - أيروسميث - إن سينك | - بريتني سبيرز - ماري جي بلايج - نيللي (مغني راب) | إم تي في                                  | إي-تريد                  | * مقدمة مسجلة مسبقًا اسكتش مع بن ستيلر، آدم ساندلر، كريس روك، أيروسميث، وإن سينك - "باي باي باي" (إن سينك) - "لا أريد أن أفوّت شيئًا" (أيروسميث) - "ستكون لي" (إن سينك) - "مفتون" (أيروسميث) - "سر على هذا الطريق" (أيروسميث، إن سينك، بريتني سبيرز، ماري جي بلايج، نيللي) | [ 10 ] [ 11 ]               |
| سوبر بول (سوبر بول)     | 3 فبراير 2002 | ملعب مرسيدس بنز سوبردوم (نيو أورلينز، لويزيانا) | تحية لـ ضحايا هجمات 11 سبتمبر في هجمات 11 سبتمبر | يو تو | —                                                 | كلير تشانيل إنترتينمنت                    | إي-تريد                  | * "يوم جميل" - "ملك إنجلترا" - "حيث لا تملك الشوارع أسماء" | [ 10 ] [ 11 ]               |
| سوبر بول (سوبر بول)     | 26 يناير 2003 | ملعب كوالكوم (سان دييغو، كاليفورنيا)            | —                                                | - شانيا توين - نو داوت | ستينغ (مغني)                                      | - جيمي آيوفين - جويل جالن                 | إيه تي آند تي وايرلس     | * "رجل! أشعر أنني امرأة!" (شانيا توين) - "صعود!" (شانيا توين) - "فقط فتاة" (نو داوت) - "رسالة في زجاجة" (ستينغ مع نو داوت) | [ 10 ]                      |
| سوبر بول (سوبر بول)     | 1 فبراير 2004 | ملعب إن آر جي (هيوستن، تكساس)                   | إم تي في                                         | - جانيت جاكسون - شون كومز - نيللي (مغني راب) - كيد روك - جاستن تمبرليك - جيسيكا سمبسون                                                       | سبيريت أوف هيوستن وأوشن أوف سول (فرق موسيقية)     | إم تي في                                  | إيه أو إل توب سبيد       | - "الطريقة التي تتحرك بها" (فرق سبيريت أوف هيوستن وأوشن أوف سول) - "الكل من أجلك" (جانيت جاكسون) - "باد بوي فور لايف" (بي. ديدي) - "ديدي" على لحن "ميكي" (بي. ديدي) - "ساخن هنا" (نيللي) - "المزيد من المال، المزيد من المشاكل" (بي. ديدي) - "باويتدابا" (كيد روك) - "راعي البقر" (كيد روك) - "أمة الإيقاع" (جانيت جاكسون) - "روك يور بادي" (جاستن تمبرليك مع جانيت جاكسون) | [ 10 ] [ 11 ] [ 30 ] [ 31 ] |
| السوبر بول              | 6 فبراير 2005 | ملعب إيفربانك (جاكسونفيل (فلوريدا))             | —                                                | بول مكارتني | —                                                 | إنتاجات دون ميشر                          | أميريكويست للرهن العقاري | * "قد سيارتي" - "ارجع (أغنية)" - "عش ودع الموت (أغنية)" - "هاي جود (أغنية البيتلز)" | [ 10 ]                      |
| السوبر بول (السوبر بول) | 5 فبراير 2006 | ملعب فورد فيلد (ديترويت، ميشيغان)               | —                                                | ذا رولينج ستونز | —                                                 | إنتاجات دون ميشر                          | سبرينت نكستل             | * "ابدأني" - "عدالة قاسية (أغنية ذا رولينج ستونز)" - "(لاأقبل بعدم) الرضا" | [ 10 ] [ 11 ]               |
| السوبر بول (السوبر بول) | 4 فبراير 2007 | ملعب هارد روك (ميامي غاردنز)                    | —                                                | برنس (موسيقي) | الفرقة الموسيقية لجامعة فلوريدا إيه آند إم        | - إنتاجات دون ميشر - وايت شيري إنترتينمنت | بيبسي                    | * "سنهزكم (أغنية)" (مقدمة) - "لنذهب للجنون" - "طفلي أنا نجم" - "ماري الأبية (أغنية)" - "1999 (أغنية لبرنس)" - "كل على برج المراقبة" - "أفضل ما لديك" - "مطر أرجواني (أغنية)" | [ 10 ] [ 11 ]               |
| السوبر بول              | 3 فبراير 2008 | ملعب ستيت فارم (غلانديل (أريزونا))              | —                                                | توم بيتي والـ هارت بريكرز | —                                                 | - إنتاجات دون ميشر - وايت شيري إنترتينمنت | بريدجستون                | * "الفتاة الأمريكية (أغنية لتوم بيتي)" - "لن أستسلم" - "السقوط الحر" - "مطاردة الحلم" | [ 10 ]                      |
| السوبر بول              | 1 فبراير 2009 | ملعب ريموند جيمس (تامبا (فلوريدا))              | —                                                | بروس سبرينغستين وفرقة إي ستريت | فرقة ميامي للنحاسيات                              | - إنتاجات دون ميشر - وايت شيري إنترتينمنت | بريدجستون                | * "التجميد في الجادة العاشرة" - "مولود للركض (أغنية)" - "أعمل على حلم (أغنية)" - "أيام المجد (أغنية لبروس سبرينغستين)" | [ 10 ]                      |

### عقد 2010
| سوبر بول            | التاريخ       | الموقع                                          | العنوان الرئيسي | الضيوف الخاصون | المخرج         | المنتج               | الراعي    | قائمة الأغاني | المراجع                            |
| ------------------- | ------------- | ----------------------------------------------- | --------------- | --- | -------------- | -------------------- | --------- | --- | ---------------------------------- |
| سوبر بول (سوبر بول) | 7 فبراير 2010 | ملعب هارد روك (ميامي غاردنز)                    | ذا هو           | — | هاميش هاميلتون | وايت شيري إنترتينمنت | بريدجستون | * "مايسترو البينبول" - "بابا أورايلي" - "من أنت" - "انظر لي، اشعر بي" - "لن يُخدع مرة أخرى" | [ 10 ]                             |
| سوبر بول (سوبر بول) | 6 فبراير 2011 | ملعب دالاس كاوبويز (أرلينغتون)                  | ذا بلاك آيد بيز | - أشر - سلاش - فرق الحفر والرقص في المدارس الثانوية بمنطقة دالاس فورت ورث متروبليكس - فرقة مارشينغ ستورم من جامعة برايري فيو إيه آند إم | هاميش هاميلتون | ريكي كيرشنر          | بريدجستون | * "أشعر أني محظوظ" (ذا بلاك آيد بيز) - "بوم بوم باو (أغنية)" (ذا بلاك آيد بيز) - "فتاة جميلة (أغنية غنز إن روزس)" (سلاش و فيرغي) - "ضخها" (ذا بلاك آيد بيز) - "لنبدأها" (ذا بلاك آيد بيز) - "أوه ماي غاد" (أشر و وي آيام) - "أين الحب؟" (ذا بلاك آيد بيز) - "الوقت (النسخة القذرة)" مع إعادة لأغنية "أشعر أني محظوظ" (ذا بلاك آيد بيز) | [ 10 ] [ 32 ]                      |
| سوبر بول (سوبر بول) | 5 فبراير 2012 | ملعب لوكاس أويل (إنديانابوليس، إنديانا)         | مادونا (مغنية)  | - إل إم إف أي أو - سيرك دو سوليه - نيكي ميناج - إم.آي.أيه (مغنية) - سيلو غرين - آندي لويس - فرقة الطبول من مدرسة أفون الثانوية (إنديانا) - فرقة الطبول من مدرسة سنتر غروف الثانوية - فرقة الطبول من مدرسة فيشرز الثانوية - فرقة الطبول من مدرسة فرانكلين سنترال الثانوية - الجامعة الجنوبية – دمى الرقص - جوقة مكوّنة من 200 شخص من سكان إنديانابوليس | هاميش هاميلتون | ريكي كيرشنر          | بريدجستون | * "فوج" (مادونا) - "ميوزيك" / "نشيد الحفل الصخري" / "جذاب وأعرف ذلك" (مادونا مع إل إم إف أي أو) - "أعطني كل حبك" (مادونا مع نيكي ميناج وإم.آي.أيه) - "افتح قلبك" / "عبّر عن نفسك" (مادونا مع سيلو غرين) - "مثل الصلاة" (مادونا مع سيلو غرين) | [ 33 ] [ 34 ] [ 35 ] [ 36 ] [ 37 ] |
| سوبر بول (سوبر بول) | 3 فبراير 2013 | ملعب مرسيدس بنز سوبردوم (نيو أورلينز، لويزيانا) | بيونسيه         | دستنيز تشايلد | هاميش هاميلتون | ريكي كيرشنر          | بيبسي     | * "تشغيل العالم (فتيات)" (مقدمة) / فينس لومباردي خطاب "التميز" تعليق صوتي - "الحب في القمة" (كورال أ كابيلا) (بيونسيه) - "مجنون في الحب" (بيونسيه) - "نهاية الزمن" (بيونسيه) - "بيبي بوي" (بيونسيه) - "بوتيليشيوس" (دستنيز تشايلد) - "نساء مستقلات الجزء الأول" (دستنيز تشايلد) - "فتيات عازبات (ضع خاتمًا عليها)" (بيونسيه بمشاركة كيلي رولاند وميشيل ويليامز (مغنية)) - "هالو" (بيونسيه)                                                                     | [ 38 ]                             |
| سوبر بول (سوبر بول) | 2 فبراير 2014 | ملعب ميتلايف (شرق راذرفورد)                     | برونو مارس      | ريد هوت تشيلي بيبرز | هاميش هاميلتون | ريكي كيرشنر          | بيبسي     | * "الملياردير" (مقدمة) (جوقة أطفال) - "مقفول خارج الجنة" (برونو مارس) - "كنز" (برونو مارس) - "طفل هارب" (برونو مارس) - "اعطه بعيدًا" (ريد هوت تشيلي بيبرز مع برونو مارس) - "كما أنت (أغنية)" (برونو مارس) | [ 39 ]                             |
| سوبر بول (سوبر بول) | 1 فبراير 2015 | ملعب ستيت فارم (غلانديل (أريزونا))              | كيتي بيري       | - ليني كرافيتز - ميسي إيليوت - فرقة جامعة ولاية أريزونا لموسيقى المارش | هاميش هاميلتون | ريكي كيرشنر          | بيبسي     | * "زئير (أغنية)" (كيتي بيري) - "حصان أسود (أغنية كيتي بيري)" (كيتي بيري) - "قبلت فتاة" (ليني كرافيتز وكيتي بيري) - "حلم المراهقة" (كيتي بيري) - "فتيات كاليفورنيا" (كيتي بيري) - "أطلق جنونك" (ميسّي إيليوت وكيتي بيري) - "اعملها" (ميسّي إيليوت وكيتي بيري) - "فقد السيطرة" (ميسّي إيليوت) - "العرض الناري" (كيتي بيري) | [ 40 ] [ 41 ] [ 42 ]               |
| سوبر بول (سوبر بول) | 7 فبراير 2016 | ملعب ليفاي (سانتا كلارا (كاليفورنيا))           | كولدبلاي        | - بيونسيه - برونو مارس - مارك رونسون - غوستافو دوداميل - فرقة جامعة كاليفورنيا الموسيقية - أوركسترا الشباب في لوس أنجلوس | هاميش هاميلتون | ريكي كيرشنر          | بيبسي     | * "الصفراء (أغنية)" (مقدمة أ كابيلا) (كولدبلاي) - "فيفا لا فيدا" (كولدبلاي) - "جنة" (كولدبلاي) - "مغامرة العمر" (كولدبلاي) - "فن الأحياء" / "تشكيل" (مارك رونسون، برونو مارس، وبيونسيه) (تحتوي على عناصر من "لا يمكنك لمس هذا (أغنية)" و"مجنون في الحب") - "ساعات" (آلة موسيقية) (كولدبلاي) - "إصلاحك"/"ارتفع" (كولدبلاي، بيونسيه وبرونو مارس) (تحتوي على عناصر من "منتصف الليل"، "نساء مستقلات الجزء الأول"، "تمامًا كما أنت"، "المطر البنفسجي"، و"يوم جميل") | [ 43 ] [ 44 ]                      |
| سوبر بول (سوبر بول) | 5 فبراير 2017 | ملعب إن آر جي (هيوستن، تكساس)                   | ليدي غاغا       | — | هاميش هاميلتون | ريكي كيرشنر          | بيبسي     | * "بارك الرب أمريكا"/"هذه الأرض لك" - "الرقص في الظلام" (مقدمة موسيقية) (تحتوي على عناصر من "ارقص فقط"، "لعبة حب" و "بابارازي") - "حافة المجد" (مقتطف) - "وجه البوكر" - "هكذا ولدت (أغنية)" - "تليفون (أغنية)" - "ارقص فقط" - "أسباب مليون" - "رومانسية سيئة" | [ 45 ] [ 46 ]                      |
| سوبر بول (سوبر بول) | 4 فبراير 2018 | ملعب يو إس بانك (مينيابوليس، مينيسوتا)          | جاستن تمبرليك   | - أولاد تينيسي - فرقة جامعة مينيسوتا الموسيقية | هاميش هاميلتون | ريكي كيرشنر          | بيبسي     | * "قذر (أغنية)" - "ارقص بجسدك" - "سنيوريتا (أغنية لجاستن تمبرليك)" - "باك مثير" - "حبي (أغنية جاستن تمبرليك)" - "ابكيني نهرًا (أغنية جاستن تمبرليك)" - "بدلة وربطة عنق" (بمشاركة فرقة جامعة مينيسوتا الموسيقية) - "حتى نهاية الزمن (أغنية جاستن تمبرليك وبيونسيه)" - "أموت لأجلك" (فيديو مسجل مسبقًا لـ برنس (موسيقي) [معروض على شاشة عرض] مع جاستن تمبرليك) - "مرايا (أغنية جاستن تمبرليك)" - "لا يمكن إيقاف الشعور!"                                          | [ 47 ] [ 48 ] [ 49 ] [ 50 ] [ 51 ] |
| سوبر بول (سوبر بول) | 3 فبراير 2019 | ملعب مرسيدس-بنز (أتلانتا، جورجيا)               | مارون 5         | - ترافيس سكوت - بيغ بوي - فرقة جامعة ولاية جورجيا الموسيقية | هاميش هاميلتون | ريكي كيرشنر          | بيبسي     | * "أصعب أن تتنفس" (مارون 5) - "هذا الحب (أغنية مارون 5)" (مارون 5) - "وضع المريض" (ترافيس سكوت) (مقدمة تشير إلى "النصر الحلو") - "فتيات مثلك" (مارون 5) - "هي ستحب" (مارون 5) - "كريبتونايت (أنا عليه)" (بيغ بوي) - "الطريقة التي تتحرك بها" (بيغ بوي) - "سكر" (مارون 5) - "الحركات مثل جاجر" (مارون 5) |                                    |

### عقد 2020
| سوبر بول            | التاريخ        | المكان                                           | النجم الرئيسي                                                   | الضيف الخاص                                                                        | المخرج         | المنتج                                                      | الراعي    | قائمة الأغاني | المرجع               |
| ------------------- | -------------- | ------------------------------------------------ | --------------------------------------------------------------- | ---------------------------------------------------------------------------------- | -------------- | ----------------------------------------------------------- | --------- | --- | -------------------- |
| سوبر بول (سوبر بول) | 2 فبراير 2020  | ملعب هارد روك (ميامي غاردنز)                     | - شاكيرا - جينيفر لوبيز                                         | - باد باني - جي بالفين - إمي مونيز                                                 | هاميش هاميلتون | - ريكي كيرشنر - استوديوهات في إيه إم سي - جاي-زي - روك نيشن | بيبسي     | * "تجرؤ (لا لا لا)" (شاكيرا) - "ذئبة" (شاكيرا) - "الإمبراطورية" (شاكيرا) - "كشمير" (مقدمة أوركسترالية) - "عيون مثل عيونك" (شاكيرا) - "حينما وأينما" (شاكيرا) - "أنا أحبها" (شاكيرا وباد باني) - "تشانتاجي" / "كالايتا" (شاكيرا وباد باني) - "وراكي لا تكذب" (شاكيرا) - "جيني من الحي" (جينيفر لوبيز) - "أليس مضحكًا (ريمكس القتل)" (جينيفر لوبيز) - "استعد" (جينيفر لوبيز) - "انتظار الليل" (جينيفر لوبيز) - "بوتي (أغنية)" / "كوي كالور" / "الخاتم" / "الحب لا يكلف شيئًا (أغنية)" / "شعبي (أغنية جي بالفين وويلي ويليام)" (جينيفر لوبيز وجي بالفين) - "على الأرض" (جينيفر لوبيز) - "لنصبح صاخبين" / "ولد في الولايات المتحدة الأمريكية (أغنية)" (شاكيرا، جينيفر لوبيز، وإمي مونيز) - "واكا واكا (حان الوقت لأفريقيا)" (شاكيرا وجينيفر لوبيز) (تحتوي على عناصر من "إيشا") | [ 52 ] [ 53 ] [ 54 ] |
| سوبر بول (سوبر بول) | 7 فبراير 2021  | ملعب ريموند جيمس (تامبا (فلوريدا))               | ذا ويكند                                                        | —                                                                                  | هاميش هاميلتون | - جيسي كولينز - جاي-زي - روك نيشن - خدمات الإنتاج المتنوعة  | بيبسي     | * "كول أوت ماي نيم" - "ستاربوي (أغنية)" - "التلال (أغنية)" - "لا أشعر بوجهي" (تحتوي على عناصر من بعد الساعات) - "أشعر به قادمًا" - "احفظ دموعك" - "استحققتها" - "بيت البالونات" - "الأضواء الساطعة" | [ 55 ]               |
| سوبر بول (سوبر بول) | 13 فبراير 2022 | ملعب صوفي (إنغليووود (كاليفورنيا))               | - دكتور دري - سنوب دوغ - إمينيم - ماري جي بلايج - كيندريك لامار | 50 سنت أندرسون باك                                                                 | هاميش هاميلتون | - جيسي كولينز - جاي-زي - روك نيشن - خدمات الإنتاج المتنوعة  | بيبسي     | * "الحلقة التالية" (دكتور دري وسنوب دوغ) - "حب كاليفورنيا" (دكتور دري وسنوب دوغ) - "في النادي" (50 سنت) - "شؤون عائلية" (ماري جي بلايج) - "لا مزيد من الدراما" (ماري جي بلايج) - "مدينة م.أ.أ.د" (كيندريك لامار) - "حسنًا" (كيندريك لامار) - "انسَ دري" (إمينيم ومقاطع فريستايل من كيندريك لامار) - "اخسر نفسك" (إمينيم مع أندرسون باك على الطبول) - "لست غاضبًا منك" (آلاتية) (دكتور دري) - "لا يزال د.ر.إي." (دكتور دري، سنوب دوغ، إمينيم، ماري جي بلايج، كيندريك لامار، و50 سنت) | [ 56 ]               |
| سوبر بول (سوبر بول) | 12 فبراير 2023 | ملعب ستيت فارم (غلانديل (أريزونا))               | ريانا                                                           | —                                                                                  | هاميش هاميلتون | - جيسي كولينز - جاي-زي - روك نيشن - خدمات الإنتاج المتنوعة  | أبل ميوزك | * "ما اسمي؟ (أغنية ريانا)" (مقدمة) - "بيتش بيتر هاف ماي موني" (يحتوي على عناصر من "فريش أوت ذا رنواي") - "أين كنت" / "الفتاة الوحيدة (في العالم) (أغنية ريانا)" (يحتوي على عناصر من "كوكينس (أحب ذلك)") - "وجدنا الحب (أغنية ريانا)" (يحتوي على عناصر من "إس أند إم (أغنية)") - "ولد وقح (أغنية ريانا) (ريمكس كلين)" (يحتوي على عناصر من "قبله أفضل") - "العمل" - "أفكار برية" - "كعكة عيد ميلاد (أغنية)" (مقطع انتقالي) - "اسكبه" (يحتوي على عناصر من "نومب") - "وضع" (مقطع انتقالي) - "كل الأنوار" - "اجري في هذه المدينة (أغنية جي-زي)" - "مظلة (أغنية ريانا وجاي-زي)" - "ماسات (أغنية ريانا)" | [ 57 ] [ 58 ]        |
| سوبر بول (سوبر بول) | 11 فبراير 2024 | ملعب أليجانت (بارادايس)                          | أشر                                                             | أليشيا كيز جيرمين دوبري إتش.إي.آر. ويل.آي.أم ليل جون لوداكريس سونك بوم أوف ذا ساوث | هاميش هاميلتون | - جيسي كولينز - جاي-زي - روك نيشن - خدمات الإنتاج المتنوعة  | أبل ميوزك | - "طريقي" (مقدمة) - "محاصر" (أشر) (يحتوي على عناصر من "لا تحتاج للاتصال" و"نجمة") - "الحب في هذا النادي" (أشر) - "لو لم تكن لديك" (أشر وأليشيا كيز) - "حبيبي" (أشر وأليشيا كيز) - "اعترافات الجزء الثاني" (مقدمة بواسطة جيرمين دوبري) - "احترق" (أشر) (يحتوي على عناصر من "لطيف وبطيء") - "أنت مخطئ" (أشر مع إتش.إي.آر. على الغيتار) (يحتوي على عناصر من "فتاة سيئة") - "يا إلهي" (أشر وويل.آي.أم) - "خفض الصوت لأي سبب" (أشر وليل جون) - "نعم!" (أشر، ليل جون، ولوداكريس) (يحتوي على عناصر من "فريك-آ-ليك" و"انخفض (ليل جون وذا إيست سايد بويز)") | [ 59 ] [ 60 ] [ 61 ] |
| سوبر بول (سوبر بول) | 9 فبراير 2025  | ملعب مرسيدس بنز سوبردوم (نيو أورلينز، Louisiana) | كيندريك لامار                                                   | صامويل جاكسون سزا سيرينا ويليامز مسترد (منتج تسجيلات)                              | هاميش هاميلتون | - جيسي كولينز - جاي-زي - روك نيشن - خدمات الإنتاج المتنوعة  | أبل ميوزك | - "جداريات متخمة" (مقدمة) - "أجساد" (كيندريك لامار) - "تخناقات" (كيندريك لامار) - "متواضع" (كيندريك لامار) - "دي إن إيه" (كيندريك لامار) - "نشوة" (كيندريك لامار) - "رجل في الحديقة" (كيندريك لامار) - "بيكابو" (كيندريك لامار) - "لوثر" (كيندريك لامار وسزا) - "كل النجوم" (كيندريك لامار وسزا) - "ليس مثلنا" (كيندريك لامار) - "التلفاز مطفأ" (كيندريك لامار ومسترد) | [ 62 ] [ 63 ]        |

## الإنجازات
- يُعتبر عرض الاستراحة في سوبر بول الذي قدمه كيندريك لامار هو أكثر عروض الاستراحة مشاهدةً في تاريخ السوبر بول، حيث بلغ عدد مشاهدي التلفزيون أكثر من 133.5 مليون مشاهد.[64]
- عرض الاستراحة في سوبر بول الذي قدمه دكتور دري، سنوب دوغ، إمينيم، ماري جي بلايج وكيندريك لامار هو الأكثر مشاهدة على يوتيوب، حيث تجاوز عدد المشاهدات 322 مليون مشاهدة على قناة الدوري الوطني لكرة القدم الأمريكية الرسمية على اليوتيوب فقط.[65][66]
- بناءً على المقاييس الإلكترونية، كشفت تيكت سورس أن عرض الاستراحة في سوبر بول الذي قدمته شاكيرا وجينيفر لوبيز هو "أشهر عرض استراحة في العالم".[67]
- عرض الاستراحة في سوبر بول الذي قدمه دكتور دري، سنوب دوغ، إمينيم، ماري جي بلايج وكيندريك لامار هو أول عرض استراحة في السوبر بول يفوز بجائزة جائزة إيمي برايم تايم لأفضل برنامج منوعات خاص.[68]
- عرض الاستراحة في سوبر بول الذي قدمته ليدي غاغا هو أكثر عروض الاستراحة ترشيحًا في تاريخ جوائز إيمي، حيث حصل على جائزة واحدة (جائزة إيمي برايم تايم لأفضل تصميم إضاءة / إخراج إضاءة لبرنامج خاص متنوع) من أصل ستة ترشيحات وهو رقم قياسي.[69][70]